# ماتشکوویچه
ماتشکوویچه (به لاتین: Maćkowicze) یک روستا در لهستان است که در گمینا میلنگک واقع شده‌است. ماتشکوویچه ۲۷۰ نفر جمعیت دارد.